# Alocàsia
Alocàsia és un gènere de plantes amb rizoma o bulb perenne pertanyent a la família Araceae. Hi ha unes 70 espècies. Les tiges són comestibles, però contenen àcid oxàlic que pot paralitzar la llengua i faringe.

## Taxonomia
- Alocasia acuminata Schott: (Indonèsia)
- Alocasia aequiloba N.E.Br.: (Nova Guinea)
- Alocasia alba Schott: (Sri Lanka)
- Alocasia arifolia Hallier f.: (Malàisia)
- Alocasia atropurpurea Engl.: (Filipines)
- Alocasia augustiana L.Linden & Rodigas: (Nova Guinea)
- Alocasia baginda Kurniawan & P.C.Boyce: (Kalimantan)
- Alocasia balgooyi A.Hay: (Sulawesi)
- Alocasia beccarii Engl.: (Malàisia)
- Alocasia boa A.Hay: (Nova Guinea)
- Alocasia boyceana A.Hay: (Filipines)
- Alocasia brancifolia (Schott) A.Hay: (Nova Guinea)
- Alocasia brisbanensis (F.M.Bailey) Domin: Cunjevoi, spoon lily (Austràlia)
- Alocasia cadieri Chantrier: (SE Àsia)
- Alocasia celebica Engl. ex Koord: (Sulawesi)
- Alocasia clypeolata A.Hay: Green shield (Filipines)
- Alocasia cucullata (Lour.) G.Don in R.Sweet: taro xinès (Indonèsia)
- Alocasia culionensis Engl.: (Filipines)
- Alocasia cuprea K.Koch: (Borneo)
- Alocasia decipiens Schott: (Indonèsia)
- Alocasia decumbens  Buchet: (Vietnam)
- Alocasia devansayana (L.Linden & Rodigas) Engl.: (Nova Guinea)
- Alocasia fallax Schott: (Est Himàlaia a Bangladesh)
- Alocasia flabellifera A.Hay: (NovaGuinea)
- Alocasia flemingiana Yuzammi & A.Hay: (Java)
- Alocasia fornicata (Roxb.) Schott: (Índia, Indonèsia)
- Alocasia gageana Engl. & K.Krause in H.G.A.Engler: (Birmània)
- Alocasia grata Prain ex Engl. & Krause en H.G.A.Engler: (Indonesia)
- Alocasia hainaica N.E.Br.: (Hainan a N. Vietnam)
- Alocasia heterophylla (C.Presl) Merr.: (Filipines)
- Alocasia hollrungii Engl.: (Nova Guinea)
- Alocasia hypnosa J.T.Yin, Y.H.Wang & Z.F.Xu: (Sud-oest de la Xina a Indoxina)
- Alocasia hypoleuca P.C.Boyce: (Tailàndia)
- Alocasia infernalis P.C.Boyce: (Borneo)
- Alocasia inornata Hallier f.: (Sumatra)
- Alocasia jiewhoei V.D.Nguyen: (Cambodia)
- Alocasia kerinciensis A.Hay: (Sumatra)
- Alocasia lancifolia Engl.: (New Guinea)
- Alocasia lauterbachiana (Engl.) A.Hay: (Nova Guinea)
- Alocasia lecomtei Engl.: (Vietnam)
- Alocasia longiloba Miq.: (Malàisia)
- Alocasia macrorrhizos (L.) G.Don in R.Sweet: Giant taro, elephant ear, ape flower (SE Âsia, Austràlia, Pacific)
- Alocasia megawatiae Yuzammi & A.Hay: (Sulawesi)
- Alocasia maquilingensis Merr.: (Philippines)
- Alocasia melo A.Hay: (Borneo)
- Alocasia micholitziana Sander: Elephant’s ear plant (Filipines)
- Alocasia minuscula A.Hay: (Borneo)
- Alocasia monticola A.Hay: (Nova Guinea)
- Alocasia navicularis (K.Koch & C.D.Bouché) K.Koch & C.D.Bouché: (Himalaya)
- Alocasia nebula A.Hay: (Borneo)
- Alocasia nicolsonii A.Hay: (Nova Guinea)
- Alocasia nycteris Medecilo, G.C.Yao & Madulid: (Filipines)
- Alocasia odora (Lindl.) K.Koch: Night-scented lily (SE Àsia, Xina)
- Alocasia pangeran A.Hay: (Borneo)
- Alocasia peltata M.Hotta: (Borneo)
- Alocasia perakensis Hemsl.: (Malaysia)
- Alocasia portei Schott: (New Guinea)
- Alocasia princeps W.Bull: (Malaysia)
- Alocasia principiculus A.Hay: (Borneo)
- Alocasia puber (Hassk.) Schott: (Java)
- Alocasia puteri A.Hay: (Borneo)
- Alocasia pyrospatha A.Hay: (New Guinea)
- Alocasia ramosii A.Hay: (Philippines)
- Alocasia reginae N.E.Br.: (Borneo)
- Alocasia reginula A.Hay: Black velvet (cultivada)
- Alocasia reversa N.E.Br.: (Philippines)
- Alocasia ridleyi A.Hay: (Borneo)
- Alocasia robusta M.Hotta: (Borneo)
- Alocasia sanderiana W.Bull: (Philippines)
- Alocasia sarawakensis M.Hotta: (Borneo)
- Alocasia scabriuscula N.E.Br.: (Borneo)
- Alocasia scalprum A.Hay: (Philippines)
- Alocasia simonsiana A.Hay: (New Guinea)
- Alocasia sinuata N.E.Br.: (Philippines)
- Alocasia suhirmaniana Yuzammi & A.Hay: (Sulawesi)
- Alocasia venusta A.Hay: (Borneo)
- Alocasia wentii Engl. & K.Krause: New Guinea Shield (Nova Guinea)
- Alocasia wongii A.Hay: (Borneo)
- Alocasia zebrina Schott ex Van Houtte: (Filipines)